# Urbanija
Urbanija je priimek več znanih Slovencev:
- Franc Urbanija (*1938), izseljenski duhovnik v Argentini
- France Urbanija (*1942), župnik na Dovjem
- Josip Urbanija (1877—1943), kipar
- Jože Urbanija, tudi Jožef Urbanija (1886—1955), pisatelj, pesnik, dramaturg in publicist, psevdonim Limbarski; verjetno je isti avtor za svoje zgodovinske pripovedi v časopisu Domovina od 1924 dalje[1] uporabljal psevdonim Soteščan
- Jože Urbanija (*1941), teolog, informatik in bibliotekar, prof. FF
- Marko Urbanija (*1941), arheolog, bibliotekar, orientalist
- Mateja Kavaš (r. Urbanija) (*1979), klasična filologinja, diplomatka
- Mihael Urbanija (1940—2022), gospodarstvenik (Ljubljanske mlekarne)
- Mike Urbanija (*1989), tenisač
- Silvana Urbanija (*1949), baletna plesalka
- Urban Urbanija, saksofonist in gostinec (Sax pub)
- Uroš Urbanija (*1975), novinar, medijski funkcionar